# Susan Pourfar
Susan Roya Pourfar ist eine US-amerikanische Schauspielerin.

## Leben
Susan Pourfar wurde als Tochter eines iranischen Vaters und einer US-amerikanischen Mutter in Goshen, New York geboren. Nach ihrem Studium an der Brown University, das sie mit magna cum laude abschloss, startete sie ihre Karriere als Theaterdarstellerin in New York.
Für ihre Darstellung der "Sylvia" in der Off-Broadway-Produktion des Stückes Tribes der britischen Dramatikerin Nina Raine wurde sie 2012 mit einem Obie Award, einem Clarence Derwent Award sowie dem Dorothy Loudon Award for Excellence der Theatre World Awards ausgezeichnet.

## Filmografie
- 2001: Third Watch – Einsatz am Limit (Fernsehserie, 1 Folge)
- 2004: Die Sopranos (Fernsehserie, 1 Folge)
- 2004: King of the Corner
- 2006: Criminal Intent – Verbrechen im Visier (Fernsehserie, 1 Folge)
- 2006: Griffin & Phoenix
- 2006: Numbers – Die Logik des Verbrechens (Fernsehserie, 1 Folge)
- 2010: Nurse Jackie (Fernsehserie, 1 Folge)
- 2012: Good Wife (Fernsehserie, 1 Folge)
- 2012–2015: Elementary (Fernsehserie, 5 Folgen)
- 2012–2017: Scandal (Fernsehserie, 8 Folgen)
- 2014: Alex of Venice
- 2014: Black Box (Fernsehserie, 2 Folgen)
- 2014: Power (Fernsehserie, 2 Folgen)
- 2015: Law & Order: Special Victims Unit (Fernsehserie, 1 Folge)
- 2015: Emelie
- 2015: Irrational Man
- 2015: Mr. Robot (Fernsehserie, 1 Folge)
- 2016: Kill for Me
- 2016: Manchester by the Sea
- 2016: Christine
- 2017–2018: House of Cards (Fernsehserie, 7 Folgen)
- 2017: The Sinner (Fernsehserie, 6 Folgen)
- 2019: Black Mirror (Fernsehserie, Folge Rachel, Jack and Ashley Too)
- 2021: In the Heights
- 2021: A Journal for Jordan
- 2022: The Staircase (Miniserie, 5 Folgen)